# Маленькая Америка (телесериал)
«Маленькая Америка»  (англ. Little America) —  американский телесериал-антология, созданный для Apple TV+. Премьера состоялась 17 января 2020 года. Сериал продлили на второй сезон, премьера которого состоялась 9 декабря 2022 года.

## Предыстория
Сериал «Маленькая Америка» стремится «выйти за рамки заголовков и посмотреть на забавную, романтическую, душевную, вдохновляющую и неожиданную жизнь иммигрантов в Америке в то время, когда их истории актуальны как никогда».

## В ролях

### Менеджер
- Сурадж Шарма, как Кабир
  - Эшан Инамдар в роли молодого Кабира
  - Ишан Ганди в роли подростка Кабира
- Шерилин Фенн в роли Лоры Буш
- Приянка Бозе — мать Кабира

### Ягуар
- Джернест Корчадо в роли Марисоль
- Мелинна Бобадилья в роли Глории
- Джон Ортис — тренер по сквошу
- Джейми Гор Павлик в роли Шарлотты Энсли
- Челси Патрисия Рамирес в роли Ширли

### Ковбой
- Conphidance, как Ивегбуна
- Том Маккарти, как профессор Роббинс
- Чиназа Уче, как Чиоке
- Эббе Бэсси, как мама Уде

### Тишина
- Мелани Лоран в роли Сильвианы
- Закари Куинто — духовный лидер
- Билл Хек, как Джек
- Гэвин Ли, как Генри

### Пекарь
- Кемиондо Коутиньо в роли Беатрис[3]
- Иннокентий Экакити, как Брайан
- Сьюзан Бэсмера в роли Юлианы
- Филип Лусвата — отец Беатрис

### Победители Гран-при выставки
- Анджела Лин в роли Ай
- X. Ли, как Бо
- Мадлен Чанг в роли Ченга

### Рок
- Шон Тауб, как Фараз
- Шила Восу Омми в роли Ясмин
- Джастин Ахдут, как Бехрад

### Сын
- Хааз Сулейман, как Рафик
- Адам Али, как Зейн
- Фахим Фазли — командир талибов

## Список серий
| Сезон | Серии | Серии | Даты показа    | Даты показа    |
| ----- | ----- | ----- | -------------- | -------------- |
| 1     | 8     | 8     | 17 января 2020 | 17 января 2020 |
| 2     | 8     | 8     | 9 декабря 2022 | 9 декабря 2022 |

## Производство
8 февраля 2018 года было объявлено, что Apple разрабатывает телесериал на основе сборника реальных историй «Маленькая Америка», представленного в журнале Epic Magazine. Сценаристами сериала должны были стать Ли Айзенберг, Кумэйл Нанджиани и Эмили В. Гордон, которые также были исполнительными продюсерами вместе с Шан Хейдер, Аланом Янгом, Джошуа Бирманом и Джошуа Дэвисом. Артур Спектор выступил соисполнительным продюсером. Исполнительными продюсерами сериала выступили Ли Айзенберг и Сиан Хедер. В число продюсерских компаний, участвовавших в создании сериала, входит Universal Television. 19 июня 2018 года было объявлено, что Apple заказала серийное производство. Съёмки начались в Нью-Джерси в начале 2019 года; однако восьмая серия первого сезона «Сын» (о гее, ищущем убежища из Сирии), была снята в канадской провинции Квебек, потому что Американский исполнительный указ 13780 не позволил некоторым актёрам въехать в Соединенные Штаты для съёмок.
Перед премьерой сериала, в декабре 2019 года он был продлён на второй сезон. Премьера второго сезона состоялась 9 декабря 2022 года и состояла из восьми серий.

## Восприятие
На Rotten Tomatoes сериал имеет рейтинг 95% со средней оценкой 8,92 из 10 на основе 37 обзоров. Критический консенсус сайта таков: «Радостный, сердечный и очень человечный, продуманный сборник рассказов об иммигрантах «Маленькой Америки» настолько же вдохновляет, насколько и интересен». На Metacritic он получил оценку 85 из 100 на основе 20 обзоров, что указывает на «всеобщее признание».

## Награды
| Год  | Премия                            | Категория                                          | Получатель(и)                                                       | Результат | Прим.  |
| ---- | --------------------------------- | -------------------------------------------------- | ------------------------------------------------------------------- | --------- | ------ |
| 2020 | Imagen Foundation Awards          | Best Primetime Program – Comedy                    | Little America                                                      | Номинация | [ 15 ] |
| 2020 | Imagen Foundation Awards          | Лучший режиссер - Телевидение                      | Aurora Guerrero                                                     | Номинация | [ 15 ] |
| 2020 | Imagen Foundation Awards          | Лучшая женская роль - Телевидение                  | Jearnest Corchado                                                   | Победа    | [ 15 ] |
| 2020 | Imagen Foundation Awards          | Лучший актер второго плана – телевидение           | John Ortiz                                                          | Победа    | [ 15 ] |
| 2020 | Location Managers Guild Awards    | Лучшие локации ограниченного телесериала-антологии | Michael Hartel, Rocco Nisivoccia and Adrian Knight                  | Победа    | [ 16 ] |
| 2021 | British Academy Television Awards | Лучшая международная программа                     | Little America                                                      | Номинация | [ 17 ] |
| 2021 | GLAAD Media Awards                | Особое признание                                   | “The Son”                                                           | Победа    | [ 18 ] |
| 2021 | Independent Spirit Awards         | Лучший сценарий к новому сериалу                   | Little America                                                      | Номинация | [ 19 ] |
| 2021 | Independent Spirit Awards         | Лучшее мужское исполнение в новом сериале          | Conphidance                                                         | Номинация | [ 19 ] |
| 2021 | Independent Spirit Awards         | Лучшее мужское исполнение в новом сериале          | Adam Ali                                                            | Номинация | [ 19 ] |
| 2021 | NAACP Image Awards                | Лучший сценарий в комедийном сериале               | Lee Eisenberg, Kumail Nanjiani and Emily V, Gordon (for "The Rock") | Номинация | [ 20 ] |
| 2021 | NAACP Image Awards                | Лучший сценарий в комедийном сериале               | Rajiv Joseph (for "The Manager")                                    | Номинация | [ 20 ] |
| 2021 | NAACP Image Awards                | Лучший режиссёр в комедийном сериале               | Aurora Guerrero (for "The Jaguar")                                  | Номинация | [ 20 ] |